# Chiesa di Sant'Avendrace
La chiesa di Sant'Avendrace è un luogo di culto cattolico di Cagliari, sede dell'omonima parrocchia, nell'omonimo quartiere, in viale Sant'Avendrace.
I registri parrocchiali attestano l'esistenza del tempio dal XVII secolo (al '600 risale anche un disegno della chiesa, custodito nella Biblioteca Universitaria), tuttavia non si conosce la data della sua fondazione, che secondo la tradizione fu posta in essere sul luogo della morte di sant'Avendrace, vescovo di Cagliari nel I secolo. Di fatto la chiesa sorse sopra un piccolo ambiente ipogeo, che oggi ne costituisce la cripta, tradizionalmente considerato il luogo dove il vescovo si rifugiò nel tentativo di sfuggire alle persecuzioni e dove, dopo la morte, sarebbe stato sepolto il suo corpo. Nella stessa cripta si trova anche una sorgente d'acqua ritenuta miracolosa.
La chiesa attuale risente dei numerosi restauri e rifacimenti che l'hanno interessata nel corso dei secoli e che portarono persino all'inversione dell'asse liturgico. L'edificio si presenta semplice e di scarso interesse artistico. La facciata, preceduta da un cortile a cui si accede dal viale Sant'Avendrace, è a terminale piatto, con un campanile a vela al centro, semplice portale e una soprastante finestra quadrangolare. L'interno è a pianta rettangolare, scandito da archi diaframma ogivali tra i quali si situano le cappelle laterali. L'abside è semicircolare. L'accesso all'antica cripta, anch'essa non risparmiata da manomissioni nel XX secolo, si trova vicino all'ingresso, dove era collocato il presbiterio in origine.